# Aspidiotus targionii
Aspidiotus targionii är en insektsart som beskrevs av Del Guercio 1894. Aspidiotus targionii ingår i släktet Aspidiotus och familjen pansarsköldlöss. Inga underarter finns listade i Catalogue of Life.